# Roland Hitsch
Roland Hitsch (* in Salzburg) ist ein österreichischer Orgelbauer.

## Leben
Roland Hitsch erlernte den Beruf des Orgelbauers bei Adolf Donabaum in Wien. Er wechselte nach Ablegung der Gesellenprüfung zu Rieger Orgelbau in Schwarzach (Vorarlberg), wo er auch als Intonationsassistent arbeitete. Weiters war Hitsch bei Orgelbau Zeilhuber im Allgäu und bei Friedrich Mertel jun. in Salzburg als Orgelbauer tätig. Er legte die Meisterprüfung ab und machte sich 2001 als Orgelbauer selbständig.

## Werkliste
Orgelneubauten
| Jahr      | Ort                           | Gebäude            | Bild | Manuale | Register | Bemerkungen                                          |
| --------- | ----------------------------- | ------------------ | ---- | ------- | -------- | ---------------------------------------------------- |
| 2002–2004 | Salzburg                      | Franziskanerkirche |      | I/P     | 8        | Orgel im Oratorium des Franziskanerklosters Salzburg |
| 2011      | Roßbach (Oberösterreich)      | Pfarrkirche        |      | II/P    | 15       |                                                      |
| 2021      | Rosenau (Gemeinde Seewalchen) | Gnadenkirche       |      | II/P    | 18       | [ 2 ]                                                |

Restaurierungen, Reinigungen und Instandsetzungen
| Jahr | Ort                         | Gebäude                                 | Bild | Manuale | Register | Bemerkungen                                                                                |
| ---- | --------------------------- | --------------------------------------- | ---- | ------- | -------- | ------------------------------------------------------------------------------------------ |
| 2001 | Oberndorf bei Salzburg      | Pfarrkirche                             |      | II/P    | 24       | Restaurierung der „Stille-Nacht-Orgel“ in Oberndorf/Salzburg                               |
| 2001 | Salzburg-Morzg              | Pfarrkirche                             |      | I/P     | 6        | Restaurierung der Orgel von Johann Dummel aus 1839                                         |
| 2002 | Altenmarkt im Pongau        | Pfarrkirche                             |      | II/P    | 23       | Restaurierung der Orgel von Dreher & Reinisch aus 1974                                     |
| 2002 | Mondsee                     | Evang. Pfarrkirche                      |      | II/P    | 8        | Restaurierung und Reinigung der Orgel                                                      |
| 2003 | Eugendorf                   | Pfarrkirche                             |      | II/P    | 21       | Restaurierung und Reinigung; Orgelgehäuse von Ludwig Mooser                                |
| 2004 | Eschenau im Pinzgau         | Pfarrkirche St. Margareta               |      | I/P     | 6        | Restaurierung und Reinigung                                                                |
| 2005 | Feldkirchen bei Mattighofen | Pfarrkirche                             |      | II/P    | 12       | Restaurierung und Reinigung der Orgel von Martin Hechenberger aus 1885                     |
| 2006 | Krispl                      | Pfarrkirche                             |      | I/P     | 6        | Restaurierung und Reinigung der Orgel von Albert Mauracher aus 1909                        |
| 2006 | Rugendorf (Oberfranken)     | St. Erhard und Jakob                    |      | II/P    | 13       | Mitarbeit am Aufbau und Intonation der restaurierten Strebel-Orgel bei Orgelbau Zeilhuber  |
| 2007 | Bühl (Tübingen)             | St. Pankratius (Bühl)                   |      | II/P    | 22       | Mitarbeit an der Intonation der restaurierten Orgel von Orgelbau Zeilhuber                 |
| 2008 | Salzburg-Leopoldskron       | Pfarrkirche Leopoldskron-Moos           |      | I/P     | 10       | umfangreiche Restaurierung der Orgel von Franz Weber aus 1873                              |
| 2008 | Lehen (Salzburg)            | Pfarrkirche                             |      | II/P    |          | Restaurierung                                                                              |
| 2009 | Hof bei Salzburg            | Pfarrkirche                             |      | II/P    | 15       | Restaurierung der Orgel von Dreher & Reinisch aus 1981                                     |
| 2010 | Berndorf bei Salzburg       | Pfarrkirche                             |      | I/P     | 10       | Restaurierung der Orgel von Hans Mauracher aus 1892                                        |
| 2010 | Gosau                       | Evangelische Pfarrkirche                |      | II/P    | 10       | Restaurierung der Orgel von G. F. Steinmeyer & Co. aus 1902                                |
| 2011 | Salzburg                    | Loretokirche                            |      | II/P    | 15       | Restaurierung der Orgel von Dreher & Reinisch aus 1965                                     |
| 2012 | Hüttau                      | Pfarrkirche                             |      | II/P    | 10       | Restaurierung der Orgel von Albert Mauracher aus 1895                                      |
| 2012 | Rauris-Bucheben             | Pfarrkirche Bucheben                    |      | I/P     | 7        | Restaurierung der Orgel von Franz Reinisch II. aus 1896                                    |
| 2012 | Salzburg                    | Franziskanerkirche                      |      | III/P   | 48       | Reinigung und Instandsetzung der Orgel von Metzler Orgelbau aus 1989                       |
| 2013 | Parsch (Salzburg)           | Parscher Pfarrkirche Zum Kostbaren Blut |      | II/P    | 14       | Reinigung und Instandsetzung der Orgel von Dreher & Reinisch aus 1964                      |
| 2013 | Bamberg                     | Auferstehungskirche                     |      | II/P    | 27       | Mitarbeit an der Intonation an der Orgel von Orgelbau Zeilhuber                            |
| 2013 | Timelkam                    | Evangelische Pfarrkirche                |      | I/P     | 6        | Nachintonation der Orgel von Mauracher Orgelbau                                            |
| 2014 | Halmstad                    | Pfarrkirche St. Nikolai                 |      |         |          | Mitarbeit beim Umbau der Orgelfront                                                        |
| 2014 | Salzburg                    | Wohnung von W. A. Mozart                |      | I       | 2        | Restaurierung der Windlade des „Sighartsteiner Orgelpositives“ (2/I)                       |
| 2015 | Pfarrwerfen                 | Pfarrkirche                             |      | II/P    | 12       | Restaurierung der Orgel von Matthäus Mauracher aus 1869                                    |
| 2015 | Salzburg-Elsbethen          | Pfarrkirche zur Heiligen Elisabeth      |      | II/P    | 9        | Restaurierung der Orgel von Hermann Oettl aus 1977                                         |
| 2016 | Sonthofen                   | Johannes-der-Täufer-Kirche              |      | II/P    |          | Mitarbeit der Restaurierung dieser Orgel durch Orgelbau Zeilhuber                          |
| 2016 | Schwand im Innkreis         | Pfarrkirche                             |      | I/P     | 8        | Restaurierung der Orgel von Albert Mauracher aus 1863                                      |
| 2017 | Obertrum                    | Pfarrkirche                             |      | II/P    | 27       | Restaurierung der Orgel von Dreher & Reinisch aus 1935                                     |
| 2017 | Flachau                     | Pfarrkirche                             |      | II/P    | 11       | Restaurierung der Orgel von Fritz Mertel aus 1998                                          |
| 2018 | Sankt Georgen bei Salzburg  | Pfarrkirche                             |      | I/P     | 9        | Restaurierung der Orgel von Ludwig Mooser aus 1850                                         |
| 2018 | Krimml                      | Pfarrkirche                             |      | I/P     | 7        | Restaurierung der Orgel von Fritz Mertel aus 1912                                          |
| 2019 | Taxenbach                   | Pfarrkirche Taxenbach                   |      | II/P    | 14       | Restaurierung der Orgel von Albert Mauracher aus 1889                                      |
| 2021 | Wals-Siezenheim             | Pfarrkirche Wals                        |      | II/P    | 15       | Ausreinigung inkl. Behandlung des Schimmelbefalls der Orgel von Fritz Mertel aus 1990      |
| 2022 | Adnet                       | Pfarrkirche                             |      | I/P     | 7        | umfassende Restaurierung der Orgel von Albert Mauracher aus 1891                           |
| 2022 | Seeham                      | Pfarrkirche                             |      | II/P    | 18       | Ausreinigung inkl. Behandlung des Schimmelbefalls der Orgel von Orgelbau Pirchner aus 1999 |
| 2023 | Waldprechting               | Filialkirche                            |      | I       | 4        | Ausreinigung inkl. Behandlung des Schimmelbefalls der Orgel von Arnulf Klebel              |
| 2023 | Elixhausen                  | Katholische Pfarrkirche                 |      | I/P     | 6        | umfassende Restaurierung der Orgel von Ludwig Mooser aus 1857                              |